# Philodromus populicola
Philodromus populicola là một loài nhện trong họ Philodromidae.
Loài này thuộc chi Philodromus. Philodromus populicola được J. Denis miêu tả năm 1958.